# Žig (časopis)
Žig je bio neovisni dvotjednik na hrvatskom jeziku iz Subotice.

## Ime
List je dobio ime na prijedlog novinara Zlatka Romića; prvotni prijedlog je bio Pečat (Subotica), koji je otpao zbog sličnosti naziva s Krležinim izdanjem. Romićev drugi prijedlog, "Žig", je prošao.

## Povijest
Dvotjednik su osnovali suradnici "Glasa ravnice", koji se nisu slagali s uređivačkom politikom, pa su 1994. pokrenuli svoje glasilo. Među njima je bio Tomislav Žigmanov Prvi broj je izašao 25. travnja 1994.
Okolnost više je bila, što je zbog djelovanja srpskih ekstremista, kao dio programa zatiranja Hrvata u Srbiji, a uoči agresije na Hrvatsku, hrvatskom književniku, Vojislavu Sekelju, kasnijem utemeljitelju ovog lista, dano bilo do znanja da mora napustiti posao u školi.
"Žig" je izlazio 5 godina, a onda je zbog novčarskih poteškoća prestao izlaziti. Zadnji broj je bio 113. broj, koji je izašao 2001.
Unatoč tome, "Žig" je učinio mnogo za hrvatsku zajednicu u Vojvodini, jer je uspješno promicao novinarstvo na hrvatskom jeziku. Kakvoćom svog sadržaja je utirao put svim posljašnjim medijima na hrvatskom jeziku u Vojvodini. 
Po mišljenju Vojislava Sekelja, pokretača "Žiga", u listu "Hrvatska riječ", "Žig" je na jedan način produljio svoj život, "barem u smislu nastojanja za postojanjem tjednika hrvatske zajednice u Vojvodini"., a za Radio-Suboticu je izjavio da je "Žig" "jednako bio prihvaćen kod Hrvata kao i ne-Hrvata, prije svega zbog njegova liberalnog pristupa i kritičke misli koja je bila prepoznatljiva ne samo u Subotici, već i mnogo šire".
Nakladnik je ovom listu bio Hrvatski kulturni centar "Bunjevačko kolo", od 36. broja (1995.) do zadnjeg, 111. broja.

## Uređivačka koncepcija
Po Sekeljevim riječima, uzela se Camusova koncepcija primijenjena u drugom svjetskom ratu u novinama "Combatu", kao djelić aktivnosti Pokreta otpora. 
Kako je rekao u razgovoru za "Hrvatsku riječ", "nastojao sam sprovesti koncepciju koja će iskazivati liberalno-građansko opredjeljenje, ali s prepoznatljivim znakovljem obraćanja hrvatskoj populaciji".
Uredništvo su činili Ivan Hegediš, Lazar Merković, Tomislav Žigmanov, Zlatko Romić, Alojzije Stantić i Ante Zomborčević, uz mnoštvo suradnika. 
Na internetu je bio dostupan na adresi www.tippnet.co.yu/zig.

## Priznanja
Za zbirku eseja Vojislava Sekelja Kako se branilo dostojanstvo, zbirci uvodnika, polemičkih tekstova i komentara koje je objavio u ovom listu i u subotičkom Glasu ravnice 1990-ih Sekelj je dobio Nagradu Emerik Pavić za 2011. godinu.

## Vanjske poveznice
- Žig[neaktivna poveznica] Žig (stranice neaktivne)
- "Hrvatska riječ"  Arhivirana inačica izvorne stranice od 7. ožujka 2008. (Wayback Machine) Razgovor s Vojislavom Sekeljem
- Radio-Subotica  Arhivirana inačica izvorne stranice od 15. rujna 2008. (Wayback Machine) Tomislav Žigmanov: Slučaj „Žiga” u borbi za slobodu srbijanskog tiska, 12. rujna 2008.